# Walter Hoff (Politiker)
Walter Hoff (* 5. Januar 1924 in Freimengen) ist ein saarländischer Politiker (FDP/DPS).
Hoff arbeitete nach der Volksschule ab 1938 für die Grube Velsen. Nach der Evakuierung im darauf folgenden Jahr war er Kalkulationsassistent für eine Maschinenfabrik in Aachen. 1942 wurde er zum Reichsarbeitsdienst und anschließend zum Wehrdienst eingezogen. Er geriet 1943 in sowjetische Kriegsgefangenschaft, aus der im Dezember 1945 aus gesundheitlichen Gründen – Hoff war schwerkriegsbeschädigt – wieder entlassen wurde. Ab 1947 war er als Bergmann in der lothringischen Grube Merlebach tätig.
1955 trat Hoff der Demokratischen Partei Saar (DPS) bei, deren erweiterten Landesvorstand er ab 1956 angehörte. In den Landtag des Saarlandes konnte er im Dezember 1958 für Karl-Heinz Buchholz nachrücken. Die Wiederwahl zwei Jahre später gelang ihm nicht, jedoch konnte er 1963 erneut nachrücken, diesmal für Arthur Heitschmidt. 1965 schied er aus dem Landtag aus. Der Landtag wählte ihn 1964 zum Mitglied der vierten Bundesversammlung, die 1964 Heinrich Lübke als Bundespräsident wiederwählte.